# Gottlieb Friedrich Carl Horn
Gottlieb Friedrich Carl Horn (* 24. Oktober 1772 in Braunschweig; † 11. Juni 1844 in Bremen) war ein Jurist und Bremer Senator.

## Biografie
Horn war der Sohn des Architekten und Oberzahlmeisters Ernst Wilhelm Horn (1732–1812) und seiner Frau Sophie Dorothea, geb. Meyerhoff (1737–1787). Seine Brüder waren der Mediziner und Psychiater Ernst Horn und der Schriftsteller Franz Horn.
Er war verheiratet mit der Bremerin Anna Sophie Schultze (1786–1844).
Horn absolvierte seine Schulzeit in Braunschweig, ab 1789 am Collegium Carolinum, und studierte ab 1791 Rechtswissenschaften an der Universität Helmstedt, ab 1793 an der Universität Jena und 1795 an der Akademie in Braunschweig. 1801 promovierte er in Helmstedt zum Dr. jur.
Er war ab 1796 als Advokat und Sekretär am Kriminalgericht in Braunschweig tätig. 1796/97 war er Sekretär des preußischen Direktorialgesandten Christian Konrad Wilhelm von Dohm am Kreistag Hildesheim und 1797/99 beim Rastatter Kongress. Von Dohm vertrat als Gesandter hier auch Bremen und deren Selbstständigkeit und wurde 1797 der erste Bremer Ehrenbürger. Horn wurde deshalb in Bremen bekannt. 
Seit 1801 war Horn als zweiter procurator fisci (Titel für Bedienstete in der Vermögens- oder Staatsverwaltung) in Bremen tätig.
Von 1802 bis zu seinem Tod 1844 war er als Nachfolger von nunmehr Bürgermeister Liborius Diederich Post Bremer Senator. Er war u. a. als Scholarch für das Schulwesen zuständig. 1818 erließ er eine allgemeine Instruktionen für die Art der Redaktionsführung der Bremer Zeitung auf Grund einer Beschwerde über einen Artikel von August Bercht, der 1819 deshalb seine Arbeit als Redakteur in Bremen verlor.
In der Bremer Franzosenzeit war er von 1811 bis 1813 Richter am Hohen Gericht in Hamburg. 1820 ließ er für sich das heute denkmalgeschützte Wohnhaus Kolpingstraße 9 im Stadtteil Bremen-Mitte im Schnoorviertel bauen.